# Directeur des services pénitentiaires
En France, les directeurs des services pénitentiaires (DSP) forment un corps de fonctionnaires de catégorie A+ chargé de l'encadrement supérieur des services pénitentiaires. Cadres dirigeants de l'État, ils mettent en œuvre la politique définie par le ministère de la Justice pour la prise en charge des personnes faisant l'objet d'une mesure privative de liberté.  
Formés pendant deux ans à l'École nationale d'administration pénitentiaire (Énap), ils exercent principalement au sein des établissements pénitentiaires où ils ont autorité sur le personnel de surveillance avec lequel ils forment l'une des forces dont dispose l'État pour assurer la sécurité intérieure. Ils peuvent également exercer en directions interrégionales et à la direction de l'Administration pénitentiaire.  

## Historique
La réforme statutaire de 1966 et le décret du 21 novembre 1966, définit le corps des personnels de direction des services extérieurs de l'administration pénitentiaire. Il comprend trois grades, chef de service pénitentiaire, sous-directeur, directeur de 2e et de 1ere classe et l'emploi de directeur régional.
Les sous-directeurs dirigent les maisons d'arrêt de 300 à 500 détenus ou sont adjoints au directeur dans les établissements plus importants. Les directeurs dirigent les maisons centrales et centres pénitentiaires ainsi que les maisons d'arrêt de plus de 500 détenus. Ils peuvent être adjoint au directeur régional ou placés à la tête d'une région pénitentiaire.
Les décrets du 8 août 1977, 29 juillet 1998 et 15 mai 2007 structurent le corps des directeurs des services pénitentiaires.

## Missions
Les directeurs des services pénitentiaires sont les cadres supérieurs (catégorie A+) des établissements et services pénitentiaires. 
À ce titre, ils exercent des fonctions de direction, de conception, d’expertise et de contrôle des établissements, circonscriptions et services de l'administration pénitentiaire. Ils sont responsables de la sécurité de la détention, de la gestion budgétaire et financière, des ressources humaines, du dialogue social, des partenariats, de la communication et de la gestion des crises (ordre public, risques naturels, etc.). 
Ils dirigent les établissements de plus de 200 places. Les autres, d'une capacité inférieure (petites maisons d'arrêt, centres de semi-liberté autonomes), sont dirigés par des officiers appartenant au personnel de surveillance.

## Statut
Les directeurs des services pénitentiaires appartiennent à la catégorie du personnel de direction des services déconcentrés de l'administration pénitentiaire, ainsi que le prévoit l'article D113-1 du code pénitentiaire :  
« Pour assurer leur fonctionnement, les services déconcentrés de l'administration pénitentiaire disposent des catégories de personnels suivantes : [...]
a) Personnel de direction : corps des directeurs des services pénitentiaires, emploi de directeur fonctionnel des services pénitentiaires et emploi de directeur fonctionnel des services pénitentiaires d'insertion et de probation. »
— Article D113-1 du code pénitentiaire
Le même code précise que « les personnels de surveillance de l'administration pénitentiaire constituent, sous l'autorité des personnels de direction, l'une des forces dont dispose l'Etat pour assurer la sécurité intérieure ».

## Recrutement et formation

### Concours
Les directeurs des services pénitentiaires sont principalement recrutés par deux concours, :
- Un concours externe (60 % des emplois mis aux concours), ouvert aux titulaires d'un des diplômes exigés pour le premier concours d’entrée à l'École nationale d'administration (Bac+3), âgés de 45 ans au plus au 1er janvier de l’année du concours ;
- Un concours interne (40 % des emplois mis aux concours), ouvert aux fonctionnaires et agents de l'État, des collectivités territoriales et des établissements publics qui en dépendent, de la fonction publique hospitalière, aux militaires, aux magistrats et aux agents d'organisations internationales justifiant de 4 ans de services publics à la date d'ouverture du concours.

Le corps des directeurs des services pénitentiaires est également accessible aux fonctionnaires par voie de détachement, par promotion au choix ou par examen professionnel sur épreuves, dans la proportion d'un tiers supplémentaire aux deux concours.

### Formation
Une fois admis à l'un des concours, les futurs directeurs suivent deux ans de formation rémunérée à l'École nationale d'administration pénitentiaire (Énap), située à Agen. Dans une logique professionnalisante, la formation s'organise ainsi :
- Lors de la première année, les élèves directeurs alternent entre cours théoriques à l'école et stages pratiques au sein d'institutions pénitentiaires (établissements, directions interrégionales, etc.) et de partenaires institutionnels (préfectures, juridictions, commissariats, hôpitaux, etc.).
- Lors de la deuxième année, les élèves sont nommés directeurs stagiaires et pré-affectés au sein d'un établissement pénitentiaire ou en tant que cadre supérieur en direction interrégionale ou administration centrale. À l'issue de cette année, ils sont titularisés et nommés directeurs de classe normale après évaluation de leur stage et soutenance d'un mémoire devant un jury présidé par le directeur de l'Administration pénitentiaire[2].

Depuis 2022, à l'instar des autres hauts fonctionnaires, les élèves directeurs sont formés aux modules du tronc commun des écoles du service public coordonné par l'Institut national du service public (INSP). 

## Carrière

### Affectations
En début de carrière, ils sont nommés au sein des équipes de direction des établissements pénitentiaires, souvent à des postes de directeur de détention ou d'adjoint au chef d'établissement. 
Au cours de leur carrière, ils peuvent être conduits à exercer au sein d'établissements, de services pénitentiaires d'insertion et de probation (SPIP), des directions interrégionales des services pénitentiaires (DISP), à l'École nationale d'administration pénitentiaire (Énap) ou à la direction de l'Administration pénitentiaire (DAP) :
- Au sein d'un établissement, ils peuvent occuper les postes de chef d'établissement, d'adjoint ou de directeur de pôle opérationnel (directeur de détention, directeur d'un bâtiment, directeur des ressources humaines, etc.) ;
- En direction interrégionale, ils peuvent occuper les postes de directeur interrégional, d'adjoint au directeur interrégional, de secrétaire général ou de chef de département (sécurité et détention, insertion et probation, ressources humaines, etc.) ;
- Au sein d'un service pénitentiaire d'insertion et de probation, ils peuvent occuper un poste de directeur fonctionnel des services pénitentiaires d'insertion et de probation (DFSPIP) ;
- À l'École nationale d'administration pénitentiaire, ils peuvent occuper les postes de directeur, de directeur adjoint, de directeur de la formation ou de chef d'une unité de formation (unité de formation des directeurs, etc.) ;
- En administration centrale, ils peuvent occuper les postes de sous-directeur, de chef de bureau, de chef de mission ou d'adjoint.

Par ailleurs, en qualité de cadres supérieurs de l'État, une mobilité externe leur est ouverte notamment vers le corps préfectoral, celui des commissaires de police ou encore de directeur d'hôpital. 
Les directeurs des services pénitentiaires sont soumis à une obligation de mobilité : la durée maximale d'affectation d'un directeur sur un même emploi est fixée à quatre ans, durée qui peut être prolongée dans la limite de deux ans.

### Grades
Le corps des directeurs des services pénitentiaires est composé de trois grades :
- Le grade de directeur des services pénitentiaires (comprenant comprend un échelon d'élève, un échelon de stagiaire et onze échelons) ;
- Le grade de directeur des services pénitentiaires hors classe (comprenant sept échelons) ;
- Le grade de directeur des services pénitentiaires de classe exceptionnelle (comprenant quatre échelons et un échelon spécial).

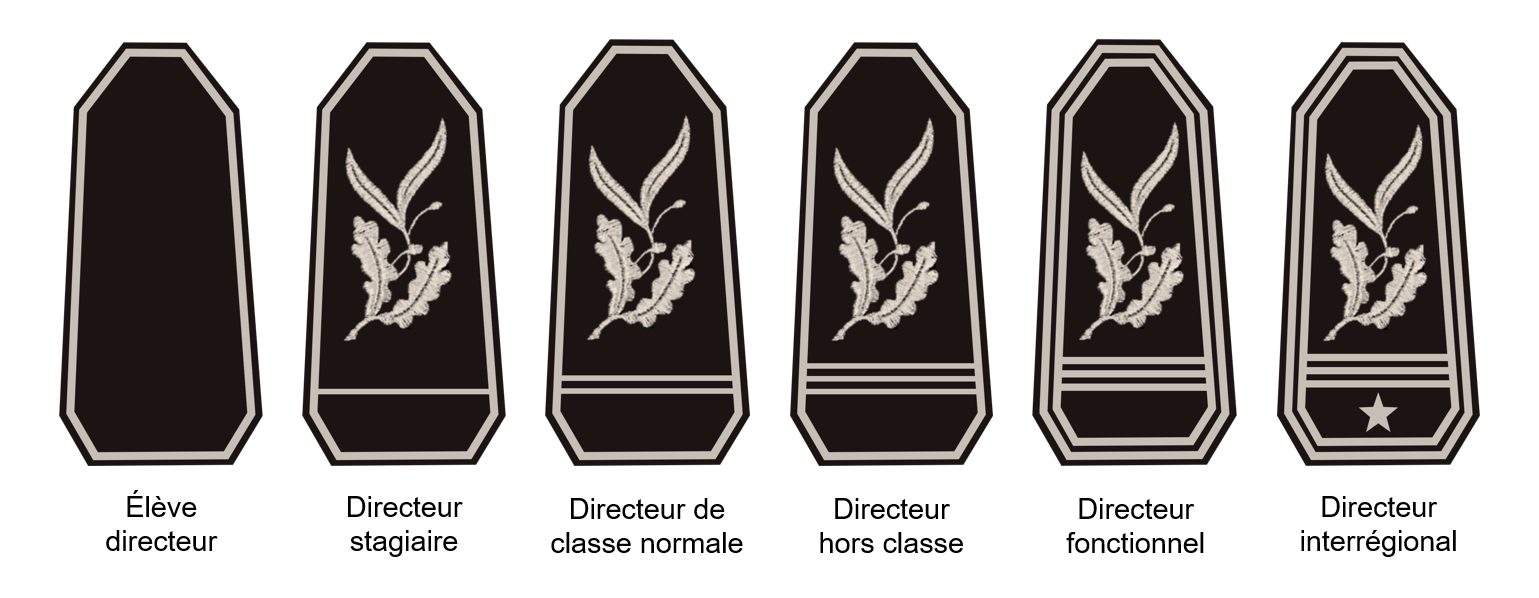
Pattes d'épaules des directeurs des services pénitentiaires.

Le grade de directeur de classe exceptionnelle donne vocation à exercer des fonctions correspondant à un niveau élevé de responsabilité :
- Directeur interrégional des services pénitentiaires (DISP) ;
- Directeur de l'École nationale d'administration pénitentiaire (Énap) ;
- Chef de l'Agence du travail d'intérêt général et de l'insertion professionnelle des personnes placées sous main de justice (ATIGIP) ;
- Chef d'un établissement pénitentiaire important :
  - Centre pénitentiaire de Fleury-Mérogis ;
  - Centre pénitentiaire de Fresnes ;
  - Centre pénitentiaire de Lille-Loos-Sequedin ;
  - Centre pénitentiaire de Marseille ;
  - Centre pénitentiaire de Toulouse-Seysses ;
  - Centre pénitentiaire de Nantes ;
  - Maison d'arrêt de Nancy-Maxéville ;
  - Maison d'arrêt de Lyon-Corbas ;
  - Centre pénitentiaire de Bordeaux-Gradignan ;
  - Centre pénitentiaire d'Aix-Luynes ;
  - Centre pénitentiaire de Rennes-Vezin ;
  - Centre pénitentiaire de Paris-La Santé.

### Uniforme de cérémonie
Les directeurs des services pénitentiaires sont dotés d'une tenue d'uniforme. Celle-ci a été introduite en 2003 par Didier Lallement, alors directeur de l'administration pénitentiaire, afin que les directeurs « soient reconnus et se reconnaissent eux-mêmes comme investis d’une mission essentielle, garante des libertés fondamentales de notre République ». 
Il s'agit d'un uniforme de cérémonie porté uniquement lors des cérémonies et rencontres officielles.

### Rémunération
Le traitement net mensuel des directeurs des services pénitentiaires est fixé comme suit (au 1er juillet 2022) :
|                                        | 1er échelon | Der échelon |
| -------------------------------------- | ----------- | ----------- |
| Élève directeur                        | 1 393 euros |             |
| Directeur des services pénitentiaires  | 2 270 euros | 5 649 euros |
| Directeur fonctionnel et interrégional | 3 876 euros | 6 877 euros |